# Kutkh

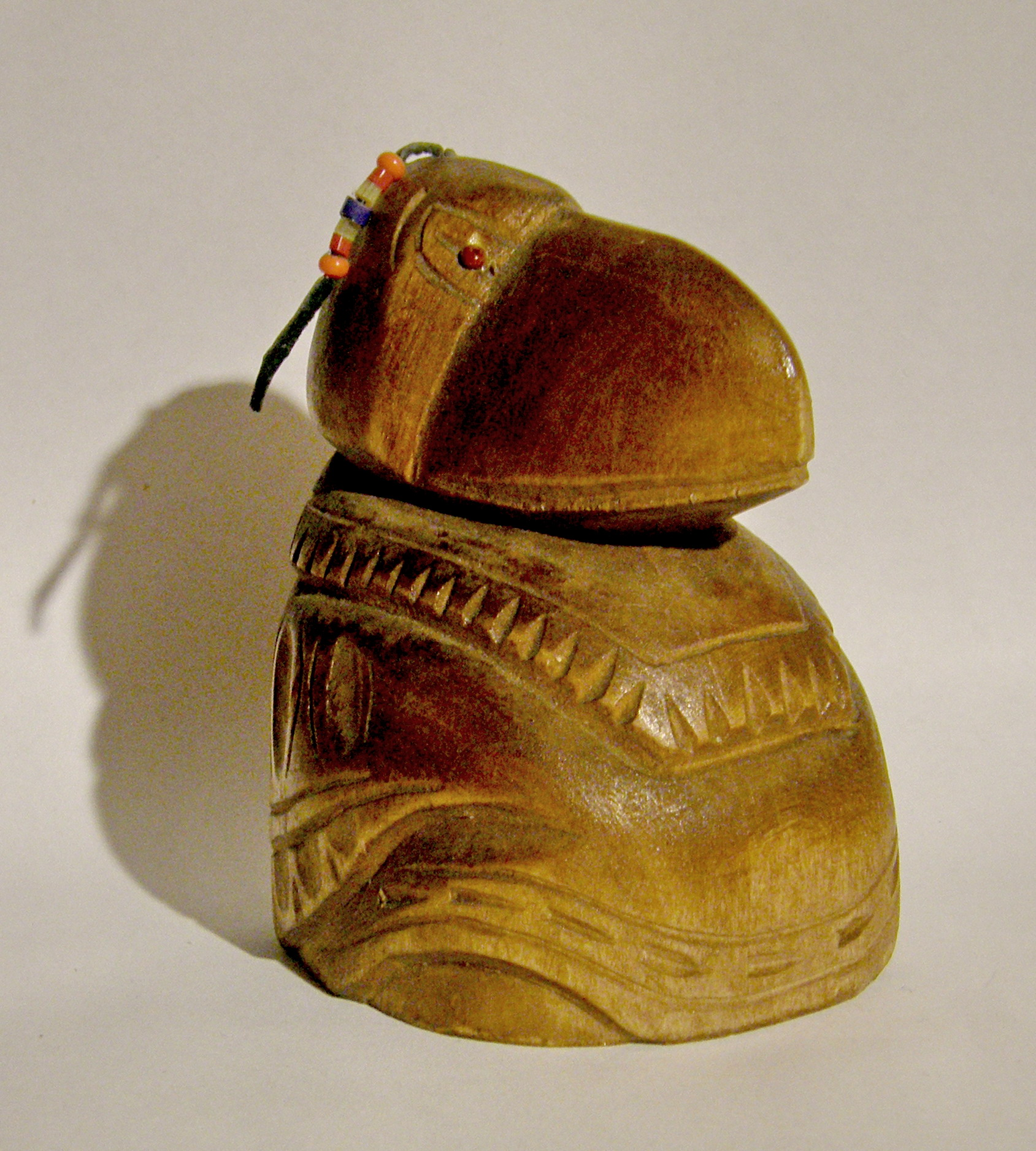
Talla de madera de Kutkh hecha por artesanos Koryak de Kamchatka.

Kutkh (también Kutkha, Kootkha, Kutq y variantes, en ruso: Кутх), es un espíritu cuervo tradicionalmente venerado en diversas formas por distintos pueblos indígenas del Extremo Oriente de Rusia. Kutkh aparece en muchas leyendas: como una figura clave en la creación, como un ancestro fértiles de la humanidad, como un poderoso chamán y como un tramposo. Es un tema popular de los cuentos de los animistas del pueblo Chukchi y desempeña un papel central en la mitología de los Koryak y de Kamchatka. Muchas de las historias sobre Kutkh son similares a los del cuervo entre los pueblos indígenas de la costa noroeste del Pacífico, lo que indica una larga historia de contactos culturales indirectos entre los pueblos asiáticos y de América del Norte.

## Nombres
Kutkh es conocido entre un amplio grupo de personas que una parte común de familia de lenguas camchatcas. Es conocido como Kutq, KútqI, KútqIy, KúsqIy en el idioma Koryak sureste; KúykIy o QúykIy en el noroeste de Koryak y Kúrkil en el idioma de Chukchi. En Koryak se emplea comúnmente en su forma aumentativa, (KutqÍnnaku, KusqÍnnaku, KuyÍnnaku) todo significado "Big Kutkh" y traducido a menudo simplemente como "Dios".

## Mitos
Los cuentos de Kutkh vienen en muchas veces contradictorias versiones. En algunos cuentos que fue creado explícitamente por un Creador y permite que el amanecer en la tierra por quitarse de encima a las piedras que la rodeaban. En otros, se crea a sí mismo (a veces a partir de un abrigo de piel de edad) y se enorgullece de su independencia del Creador. En algunos, Kamchatka se crea como se le cae una pluma mientras volaba sobre la tierra. En otros, las islas y continentes son creados por su defecación, ríos y lagos de sus aguas. La difícil orografía volcánica y los ríos rápidos de Kamchatka se cree que reflejan la naturaleza caprichosa y testaruda Kutkh.
La interposición de la luz en la forma del sol y la luna es un tema común. A veces, trucos de un espíritu maligno que ha capturado los cuerpos celestes mucho más en el estilo de las leyendas análogas acerca de los Tlingit y Haida en el Pacífico noroeste. En otros, es él quien debe ser engañado en la liberación del sol y la luna de su proyecto de ley.
La virilidad de Kutkh se destacó en muchas leyendas. Muchos mitos se refieren a sus hijos copular con los espíritus de otros animales y la creación de los pueblos que habitan el mundo.
En la tradición animista de los pueblos del norte de Eurasia, Kutkh tiene una variedad de interacciones y altercados con lobo, zorro, oso, glotón, ratón, búho, perro, foca, la morsa y un anfitrión de otros espíritus. Muchas de estas interacciones implican algún tipo de engaño en el que Kutkh viene a la cabeza con tanta frecuencia como se le hace el ridículo.
Un ejemplo de estas contradicciones se da a la leyenda de Chukchi de Kutkh y los ratones. El cuervo grande y poderoso Kutkh fue volando por el cosmos. Cansado de vuelo constante, que regurgita la Tierra desde sus entrañas, transformado en un hombre viejo, y se posó en la tierra vacía para descansar. De sus primeros pasos surgieron los primeros ratones. Curioso, juguetón y audaz, que entró en la nariz de Kutkh de dormir. La furia de los posteriores estornudos formaron el cinturón de la tierra y creó las montañas y los valles. Los intentos de acabar con ellos, llevó a la formación de los océanos. Hostigamientos Además condujo a una gran batalla entre las fuerzas de la nieve y el fuego que crea las estaciones. Así, el mundo variable reconocible para la gente que salía de la interacción dinámica entre el Kutkh poderosos y los ratones, pequeñas pero numerosas.

## Actitudes
Aunque se supone que Kutkh había dado a la humanidad de diversas luz, el fuego, el lenguaje, el agua dulce y habilidades como la red de tejido y la cópula, también es a menudo descrita como un hazmerreír, hambre, robos y egoísta. En sus contradicciones, su carácter es similar al de otros dioses, tramposo, como el Coyote.
El explorador y etnógrafo ruso a principios de Kamchatka Stepan Krasheninnikov (1711 - 1755) resume la relación de la personalidad a Kutkh como sigue:

Ellos no rinden homenaje a él y no le piden ningún favor a él, hablan de él sólo en tono de burla. Cuentan historias tan indecentes sobre él que me daría vergüenza a repetir. Que imputan a él por haber hecho demasiadas montañas, precipicios, arrecifes, bancos de arena y ríos rápidos, para causar las tormentas y tempestades que a menudo les molesta a ellos. En invierno, cuando suben o bajan de las montañas, los abusos del montón en él y lo maldiga con imprecaciones. Se comportan de la misma forma cuando se encuentran en otras situaciones difíciles o peligrosas.

La imagen de Kutkh sigue siendo popular e icónica en Kamchatka, se utilizan con frecuencia en la publicidad y material promocional. Tallas estilizadas de Kutkh por artesanos Koryak, a menudo adornadas con cuentas y forradas de piel, se venden ampliamente como recuerdos.